# Federazione Italiana Rugby
Die Federazione Italiana Rugby (FIR) ist der nationale Sportverband für Rugby Union und Siebener-Rugby in Italien. Der im Jahr 1928 gegründete Verband hat seinen Sitz beim Olympiastadion Rom. Seit 1987 vertritt er Italien beim Weltverband World Rugby und seit 1934 beim Kontinentalverband Rugby Europe.

## Aufgabe
Die Federazione Italiana Rugby stellt die Italien vertretenden Nationalmannschaften, einschließlich der für die Männer (Gli Azzurri), Frauen (Le Azzurre) und Jugend, zusammen. Daneben organisiert der Verband das Kinder- und Jugend-Rugby in Italien. Kinder und Jugendliche werden bereits in der Schule an den Rugbysport herangeführt und je nach Interesse und Talent beginnt dann die Ausbildung. Wie andere Rugbynationen verfügt Italien über eine U-20-Nationalmannschaft, die an den entsprechenden Six Nations und Weltmeisterschaften teilnimmt. Die zweite Nationalmannschaft Italiens bildet Italia Emergenti („Aufstrebendes Italien“). Ebenso ist die Federazione Italiana Rugby verantwortlich für die italienische Siebener-Rugby-Union-Nationalmannschaft und da Siebener-Rugby eine olympische Sportart ist, arbeitet sie hier mit dem Comitato Olimpico Nazionale Italiano zusammen. Zusammen mit der Rugby Football Union, Fédération française de rugby, der Irish Rugby Football Union, der Scottish Rugby Union und der Welsh Rugby Union ist die FIR zuständig für die Organisation der jährlichen Six Nations und der Frauen-Six-Nations, der wichtigsten Rugby-Union-Turniere der Nordhemisphäre.
Der Verband organisiert auch den nationalen Spielbetrieb. Die höchste Rugby-Union-Liga in Italien ist die Top10, an der zehn Mannschaften teilnehmen. Die höchste Frauen-Rugby-Union-Liga ist die Serie A Elite mit acht Mannschaften. Diese stammen hauptsächlich aus den italienischen Rugbyhochburgen Lombardei und Venetien. Der nationalen Meisterschaft übergeordnet ist die zusammen mit Mannschaften aus Irland, Schottland, Südafrika und Wales ausgetragene internationale Meisterschaft United Rugby Championship, an der zwei italienische Teams (Benetton Rugby Treviso aus Treviso und Zebre Parma aus Parma) teilnehmen. Der United Rugby Championship übergeordnet sind die zusammen mit Mannschaften aus England, Frankreich, Irland, Schottland, Südafrika und Wales ausgetragenen internationalen Pokalwettbewerbe European Rugby Champions Cup und EPCR Challenge Cup.
Neben Argentinien ist Italien das einzige Land der ersten Stärkeklasse (tier one), das bisher noch nicht Gastgeber eines Spieles während einer Weltmeisterschaft war; bisherige Kandidaturen waren für die Weltmeisterschaften 2015 und 2019.

## Geschichte
Die erste Italienische Rugbymannschaft war die 1909 gegründete US Milanese. Am 28. September 1928 entstand in Italien die FIR, und am 2. Februar 1929 begann das erste nationale Turnier, an dem sechs Mannschaften teilnahmen. Am 19. Oktober desselben Jahres löste das CONI (Olympische Nationalkomitee Italiens) die FIR auf und übernahm all ihre Aufgaben. Am 19. März 1930 wurde die FIGC (Federazione Italiana Giuoco Calcio) für die Leitung der Rugby-Organisation verantwortlich, die dann zwei Jahre später wieder autonom von der FIPO (Federazione Italiana della Palla Ovale, „Italienischer Ovalball-Verband“) geführt wurde. Am 1. Juni 1933 übernahm die FIPO wieder ihren ehemaligen Namen FIR. Die Federazione Italiana Rugby war im Jahr 1934 Gründungsmitglied des Kontinentalverbandes Fédération internationale de rugby amateur (FIRA; heute Rugby Europe). 1987 trat die FIR dem International Rugby Football Board (IRFB; heute World Rugby) bei.
Heute gilt die italienische Rugby-Union-Nationalmannschaft der Männer die sechststärkste Mannschaft in Europa hinter England, Frankreich, Irland, Schottland und Wales. Sie nimmt seit 2000 jedes Jahr am Six-Nations-Turnier teil.

## Logo
Von den Anfangsjahren bis zum Ende des Zweiten Weltkrieges war das Logo der italienischen Mannschaft dem Wappen des Hauses Savoyen entlehnt. Das heutige Logo besteht aus einem Wappenschild in den Nationalfarben (grün, weiß und rot), umgeben von Lorbeerblättern. Der Lorbeerkranz soll an die römische Geschichte und die Siege von Gaius Iulius Caesar erinnern.